# Santa Cruz de Tenerife (tartomány)
Santa Cruz de Tenerife a Kanári-szigetek autonóm közösségének egyik tartománya Spanyolországban. A szigetcsoport négy nyugati szigete, El Hierro, La Gomera, La Palma és Tenerife alkotja. Székhelye Santa Cruz de Tenerife városa. 54 község tartozik hozzá (felsorolásukat lásd az oldal alján). 

## Legnépesebb községek
| Község                     | Sziget   | Népesség (fő, 2014) |
| -------------------------- | -------- | ------------------- |
| Santa Cruz de Tenerife     | Tenerife | 205.279             |
| San Cristóbal de La Laguna | Tenerife | 153.009             |
| Arona                      | Tenerife | 79.890              |
| Adeje                      | Tenerife | 46.667              |
| La Orotava                 | Tenerife | 41.179              |
| Granadilla de Abona        | Tenerife | 43.455              |
| Los Realejos               | Tenerife | 36.860              |
| Puerto de la Cruz          | Tenerife | 29.435              |
| Candelaria                 | Tenerife | 26.543              |
| Icod de los Vinos          | Tenerife | 22.913              |
| Tacoronte                  | Tenerife | 23.929              |
| Los Llanos de Aridane      | La Palma | 20.416              |
| Guía de Isora              | Tenerife | 20.061              |
| Güímar                     | Tenerife | 18.751              |
| El Rosario                 | Tenerife | 17.329              |
| San Miguel de Abona        | Tenerife | 16.221              |
| Santa Cruz de la Palma     | La Palma | 16.184              |
| Santa Úrsula               | Tenerife | 14.296              |
| Santiago del Teide         | Tenerife | 10.468              |
| Tegueste                   | Tenerife | 11.097              |